# Sounds of Rancid Juices Sloshing Around Your Coffin
Albums de Last Days Of Humanity
Defleshed by Flies Hymns of Indisgestible Suppuration
Sounds of Rancid Juices Sloshing Around Your Coffin est le premier album studio du groupe de goregrind néerlandais Last Days of Humanity, sorti en 1998 sur le label français Bone Brigade.

## Liste des morceaux
1. Born To Murder The World (1:10)
2. Necrotic Eruption (1:11)
3. Entangled In Septic Gore (1:01)
4. Slithered Limbs (2:25)
5. Cannibalistic Remains (1:21)
6. Hacked Into Red Mush (2:24)
7. Putrid Mass Of Burnt Excrement (1:28)
8. The Smell Of The Dead (0:42)
9. Rancid Cottered Rectum (1:06)
10. Bloodsplattered Chainsawslaughter (3:04)
11. Submassive Obliteration (0:32)
12. Septic Convulsion (1:39)
13. The Sound Of Rancid Juices Sloshing Around Your Coffin (0:18)
14. Liquidized Disgorgement (0:19)
15. Putrying Immortality (0:31)
16. Carnal Tumor (0:59)
17. Consumed In Gore (3:36)
18. Drowned In Septic Guts (0:36)
19. Cadaver Breath (0:37)
20. Excremental Carnage (0:55)
21. Malignant Haemorhage (0:41)
22. Mucupurulent Fleshfeast (0:25)
23. Pro-Rectal Fermentation (2:30)
24. A Reeking Pile Of Septic Brainfluid (1:42)
25. Disembowelment Of Scattered Gastric Pieces (0:22)
26. Festering Fungus Infection (4:53)